# Santiz
Santiz – gmina w Hiszpanii, w prowincji Salamanka, w Kastylii i León, o powierzchni 27,05 km². W 2011 roku gmina liczyła 256 mieszkańców.